# Mátraverebély
Mátraverebély is een plaats (község) en gemeente in het Hongaarse comitaat Nógrád. Mátraverebély telt 2252 inwoners (2001).

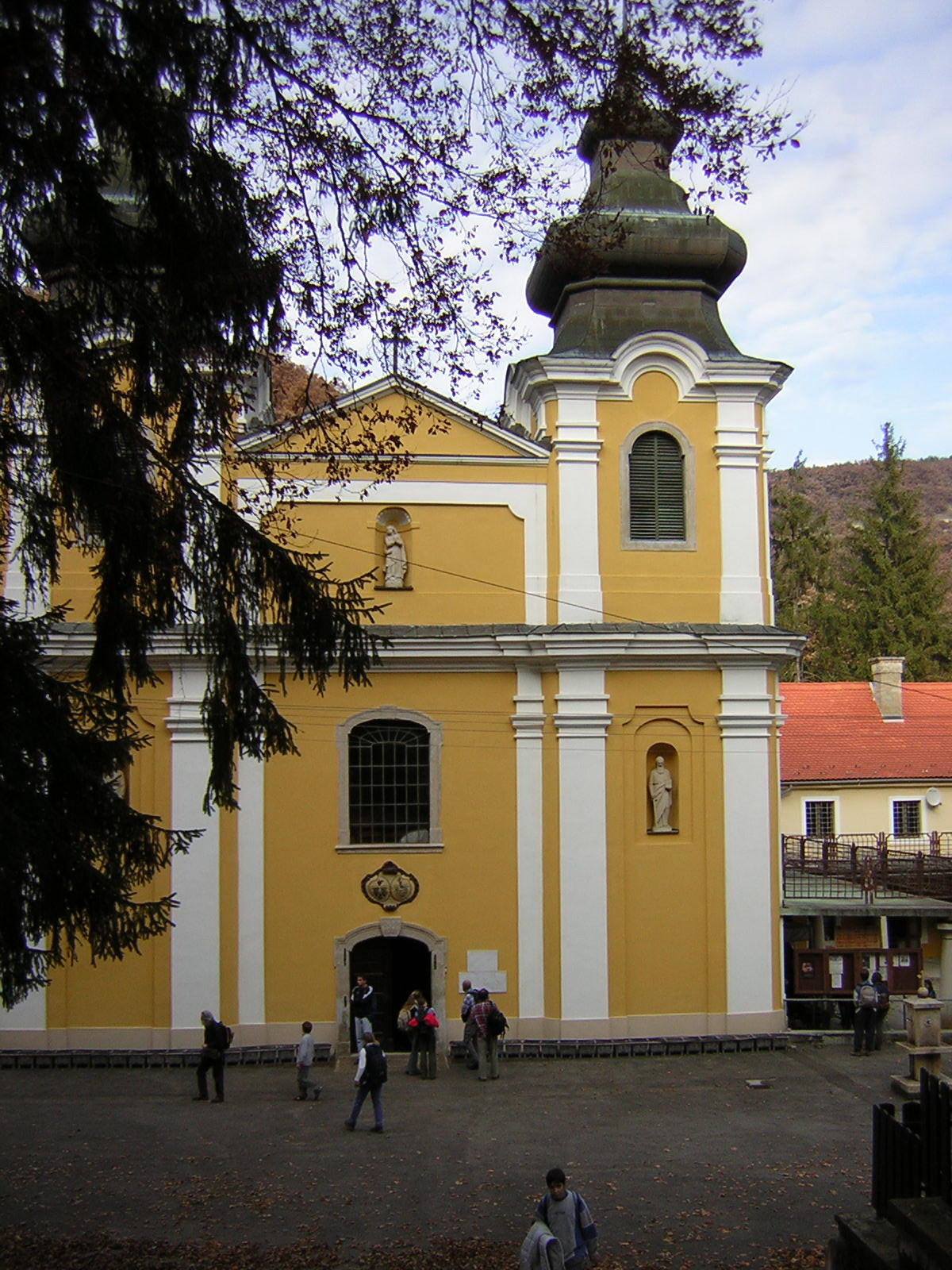
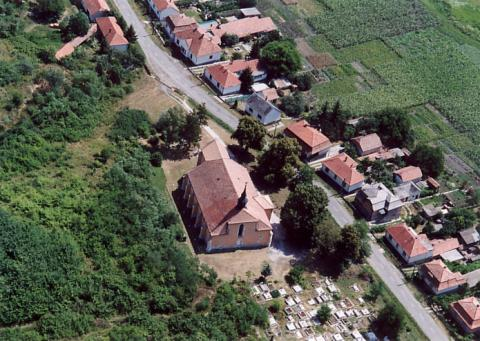
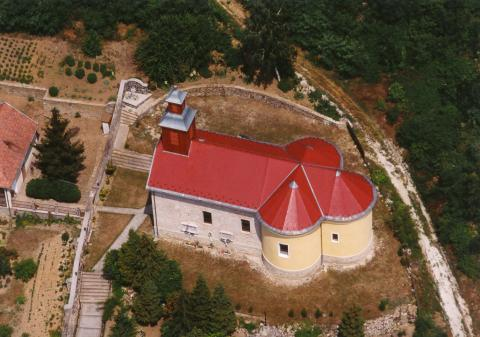
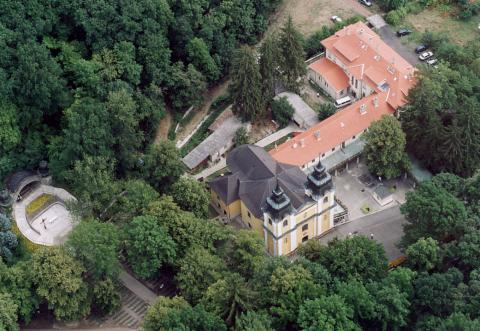